# 블루 리본 운동

블루 리본 배너

블루 리본 운동(Blue Ribbon)은 사이버 공간에서 표현의 자유와 인터넷 검열 반대를 주장하는 운동이다. 상징 색깔인 파랑(Blue)은 "언론의 자유의 죽음"에 대한 조의의 색이다. 블루 리본 운동에 참여하는 사이트는 블루 리본을 홈 페이지에 표시해 놓고 있다.
1995년 전자프론티어재단 주도로 시작되었으며 2006년 9월 15일 재개된다.

## 같이 보기
- 언론의 자유
- 사이버스페이스 독립선언문
- 전자 프런티어 재단(EFF)
- 존 페리 바로우